# Человек-подушка
«Человек-подушка» (англ. The Pillowman) — чёрная комедия ирландского драматурга, кинорежиссёра и продюсера Мартина Макдонаха, написанная в 2003 году.

## Сюжет

### Акт I
Катуриан, автор коротких рассказов, в которых часто изображается насилие в отношении детей, был арестован двумя детективами (Ариэлем и Тупольски), потому что некоторые из его историй напоминают недавние убийства детей. Когда Ариэль выходит из комнаты допроса, за стеной раздается крик Михала (брат Катуриана). Когда детектив возвращается, Тупольски и Катуриан замечают окровавленную руку Ариэля. Катуриан узнаёт, что его брат (Михал) признался в убийстве троих детей совместно с Катурианом. Первые двое детей были убиты по образцу рассказов «Маленькие яблочные человечки» и «Сказка о городке на реке», но Катуриан отрицает обвинения.
В собственном повествовании (рассказа) Катуриан описывает, как его воспитывали любящие родители, которые говорили ему писать. Однако по ночам он слышал звуки пыток из соседней комнаты, и в результате этого он стал писать более ужасные истории. Однажды ночью под дверь подсунули записку, написанную красными чернилами, в которой утверждалось, что брата Катуриана пытают по ночам в течение семи лет в рамках художественного эксперимента, направленного на то, чтобы сын стал великим писателем. Ниже он прочёл: „твой брат“. Катуриан выломал дверь и обнаружил своих родителей, имитирующие пытки его брата. Родители попросили взглянуть Катуриана на обратную сторону конверта, там он прочитал, что стал победителем в конкурсе рассказов.
Когда они переехали, ночные кошмары Катуриана прекратились. Он выпустил книгу. Но через несколько лет Катуриан решил возвратился в дом, где провел своё детство. Зайдя в соседнюю комнату, он обнаружил мёртвое тело четырнадцатилетнего брата, спрятанное под матрасом, в руках он держал рукопись рассказа.
Когда Катуриан прочитал рассказ, то понял, что ничего подобного он никогда не читал и не напишет.
Взяв зажигалку, Катуриан сжёг рукопись.
Когда подозреваемый прерывал своё повествование, он сказал, что концовка рассказа была сфабрикована. На самом деле: выломав дверь, он обнаружил Михала живым. И в ту же ночь Катуриан задушил своих родителей подушкой в отместку за своего брата-инвалида и жестокое обращение, которому он подвергся.

### Акт II
Михал сидит в камере и под крики брата Катуриана, которого пытают за стенкой, рассказывает историю про зелёного поросёнка.
Когда Катуриана приводят в камеру брата, Михал рассказывает, что Ариэль его не пытал, брат специально кричал, когда детектив просил его об этом. По просьбе Михала Катуриан рассказывает ему историю «Человека-подушки» о человеке, сделанном из подушек, который убеждает детей покончить с собой, чтобы избавить их от ужасного будущего. Михал признается, что убил детей, утверждая, что Катуриан сказал ему сделать это через свои рассказы. Михал говорит, что убил третьего ребёнка после того, как услышал рассказ Катуриана «Маленький Иисус». Михал рассказал Катуриану, что он прочитал письменную версию «Писателя и брата писателя» и был возмущён изменениями в их жизни, желая, чтобы Катуриан написал счастливый конец для двух братьев. Катуриан убаюкивает Михала, рассказывая ему одну из своих более счастливых историй «Маленький зеленый поросёнок», а затем душит его, чтобы избавить от боли казни. Катуриан звонит детективам, объявляя о своем намерении признаться в преступлениях при условии, что его рассказы будут сохранены.
Катуриан рассказывает остальным историю о «Маленьком Иисусе», которая, как считалось, вдохновила на третье убийство. Молодая девушка верит, что она — второе пришествие Иисуса и благословляет сомнительных персонажей к ужасу своих родителей и раздражению окружающих. Когда её родители погибают в результате ужасного несчастного случая, её отправляют жить к жестоким приёмным родителям. Раздраженные её претензиями, приёмные родители распинают ее и хоронят заживо, чтобы она могла воскреснуть через три дня, но она этого не делает.

### Акт III
Катуриан пишет ложное признание и добавляет имена своих матери и отца к списку людей, которых он убил. Когда Катуриан видит, как Ариэль хочет помучить его, он догадывается, что Ариэль подвергся сексуальному насилию со стороны своего отца. Прежде чем Ариэль может начать пытки, Тупольский говорит им, что третий ребёнок, возможно, всё ещё жив, и Ариэль уходит, чтобы найти её. Когда Ариэль возвращается с девочкой, она не ранена, но покрыта зелёной краской, показывая, что Михал воспроизвёл историю не о «Маленьком Иисусе», а о «Маленьком зелёном поросёнке». Ариэлю и Тупольски очевидно, что Катуриан не знал об этом и, следовательно, не мог убить детей, как он признался, но они всё равно решают казнить его за убийство родителей и клянутся уничтожить его рассказы. Прежде чем Ариэль успевает казнить его, Катуриан рассказывает им о пытках, которым подвергся Михал, чтобы Катуриан стал лучшим писателем. Тупольский не проявляет сочувствия и стреляет Катуриану в голову. Оставшись наедине с историями Катуриана, Ариэль решает не сжигать их.

## Постановки
Первое публичное прочтение пьесы состоялось в театре Финборо в Лондоне в 1995 году, также окончательная и дополненная версия пьесы была публично прочитана в 1998 году, а затем закончена и выпущена в виде книги в некоторых местах в 1999 году. Производство началось в 2000 году для предстоящего представления 2003 года.  Пьеса получила в 2004 году премию Оливье за лучшую новую пьесу, премию Нью-Йоркского драматического кружка 2004-2005 годов за лучшую новую иностранную пьесу и две премии «Тони» за постановку. Она была номинирована на премию Evening Standard 2004 году за лучшую новую пьесу.
- МХТ им. А. П. Чехова (реж. Кирилл Серебренников)[3]
- Пермский театр «У Моста» (реж. Леон Кейн)[4]
- Театр Кот (реж. Анастасия Проскурякова)[5]
- ON.ТЕАТР (реж. Наталия Лапина)[6]